# Post Danmark
Post Danmark A/S est le principal opérateur postal en Danemark. Depuis sa fusion en 2009 avec Posten AB, il fait partie de la société faîtière Postnord.